# Stachyphrynium longispicatum
Stachyphrynium longispicatum är en strimbladsväxtart som beskrevs av Piyakaset Suksathan och Finn Borchsenius. Stachyphrynium longispicatum ingår i släktet Stachyphrynium och familjen strimbladsväxter. Inga underarter finns listade.